# David Charbonneau
David Brian Charbonneau, conegut com a David Charbonneau, (1 gener 1974, Ottawa, Ontario, Canadà) és un astrònom canadenc professor de la Universitat Harvard i astrònom del Harvard-Smithsonian Center for Astrophysics de Cambridge, Massachusetts, especialitzat en la detecció d'exoplanetes i que fou el primer en descobrir-ne un, l'anomenat HD 209458 b, mitjançant el mètode de trànsit.

## Vida
Charbonneau estudià matemàtiques, física i astronomia a la Universitat de Torontoi es graduà el 1996. Es doctorà en astronomia el 2001 a la Universitat Harvard. Després treballà durant tres anys (2001-2004) a l'Institut Tecnològic de Califòrnia amb la beca R.A. Millikan. El 2004 retornà a la Universitat Harvard on hi treballa fins a l'actualitat ocupant diferents llocs de professor.

## Obra
El 1999 emprant un telescopi de 10 cm pogué descobrir el planeta extrasolar HD 209458 b, essent el primer exoplaneta descobert mitjançant la tècnica del trànsit, que consisteix en detectar la feble atenuació de la llum que arriba d'un estel quan passa per davant d'ell un planeta. El 2002 publicà un article amb la primera detecció de l'atmosfera d'un exoplaneta, el mateix HD 209458 b. El 2004 publicà la primera detecció de la llum provinent d'un exoplaneta, el TrES-1b. El 2007 publicà el primer mapa d'un exoplaneta, l'HD 189733 b. El 2012 formà part de grup que descobrí el primer exoplaneta semblant a la Terra, el Kepler-20.

## Distincions
- The Raymond and Beverly Sackler Prize in the Physical Sciences, Universitat de Tel-Aviv, 2012
- Fannie Cox Prize for Excellence in Science Teaching, Universitat Harvard, 2011
- Alan T. Waterman Award, National Science Foundation, 2009
- Scientist of the Year, Discover Magazine, 2007
- David and Lucile Packard Fellowship for Science and Engineering, 2006 – 2011
- NASA Exceptional Scientific Achievement Medal, 2006
- Alfred P. Sloan Research Fellow, 2006 – 2008
- Robert J. Trumpler Award, Astronomical Society of the Pacific, 2004
- Bart J. Bok Prize in Astronomy, Universitat Harvard, 2004
- Fireman Award for PhD Thesis in Astronomy, Universitat Harvard, 2000.[1]